# Via Giulia

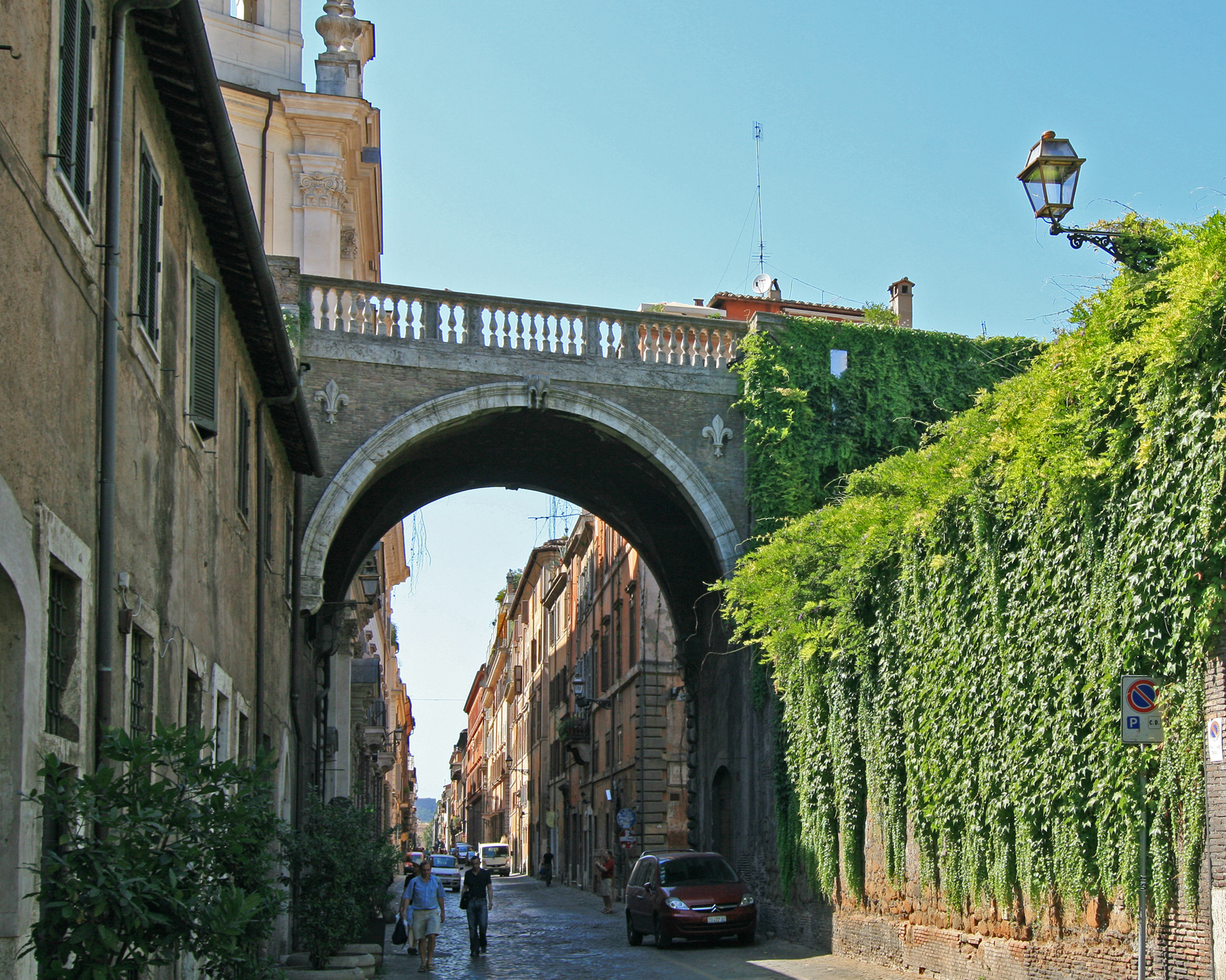
La Via Giulia con el Arco Farnese.

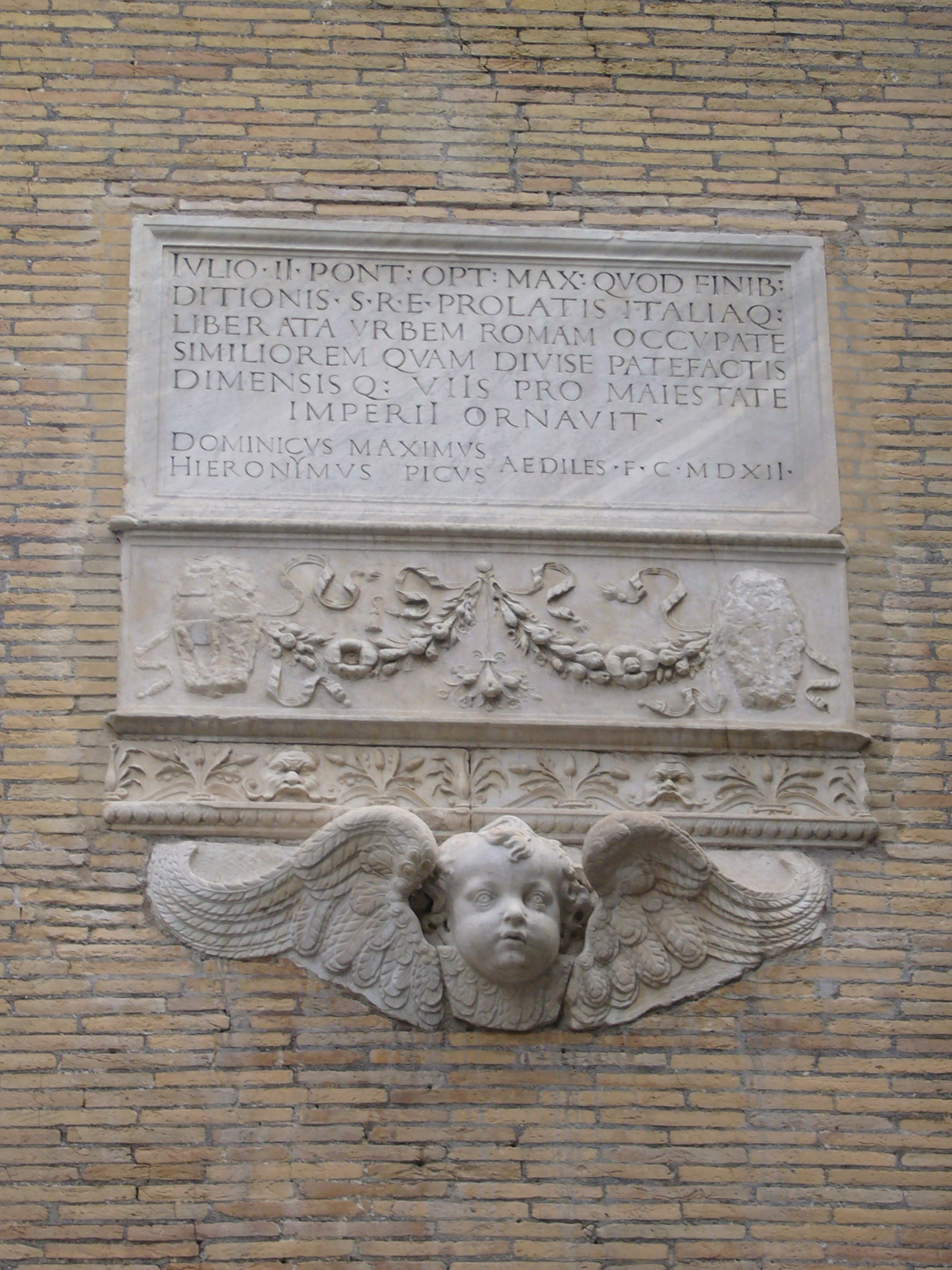
Memoria de las obras de Julio II (1512).

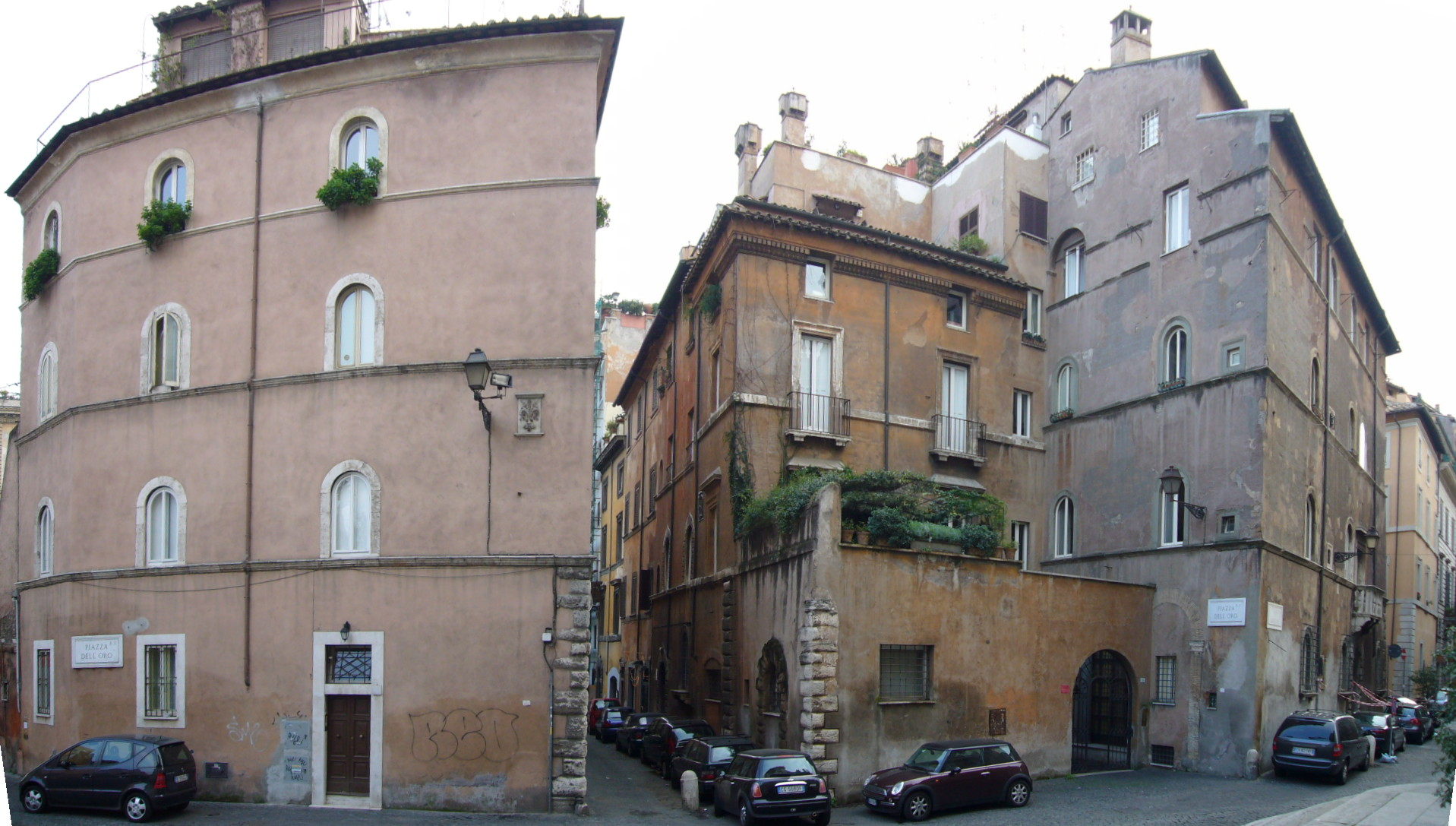
Le case dei Fiorentini a Ponte.

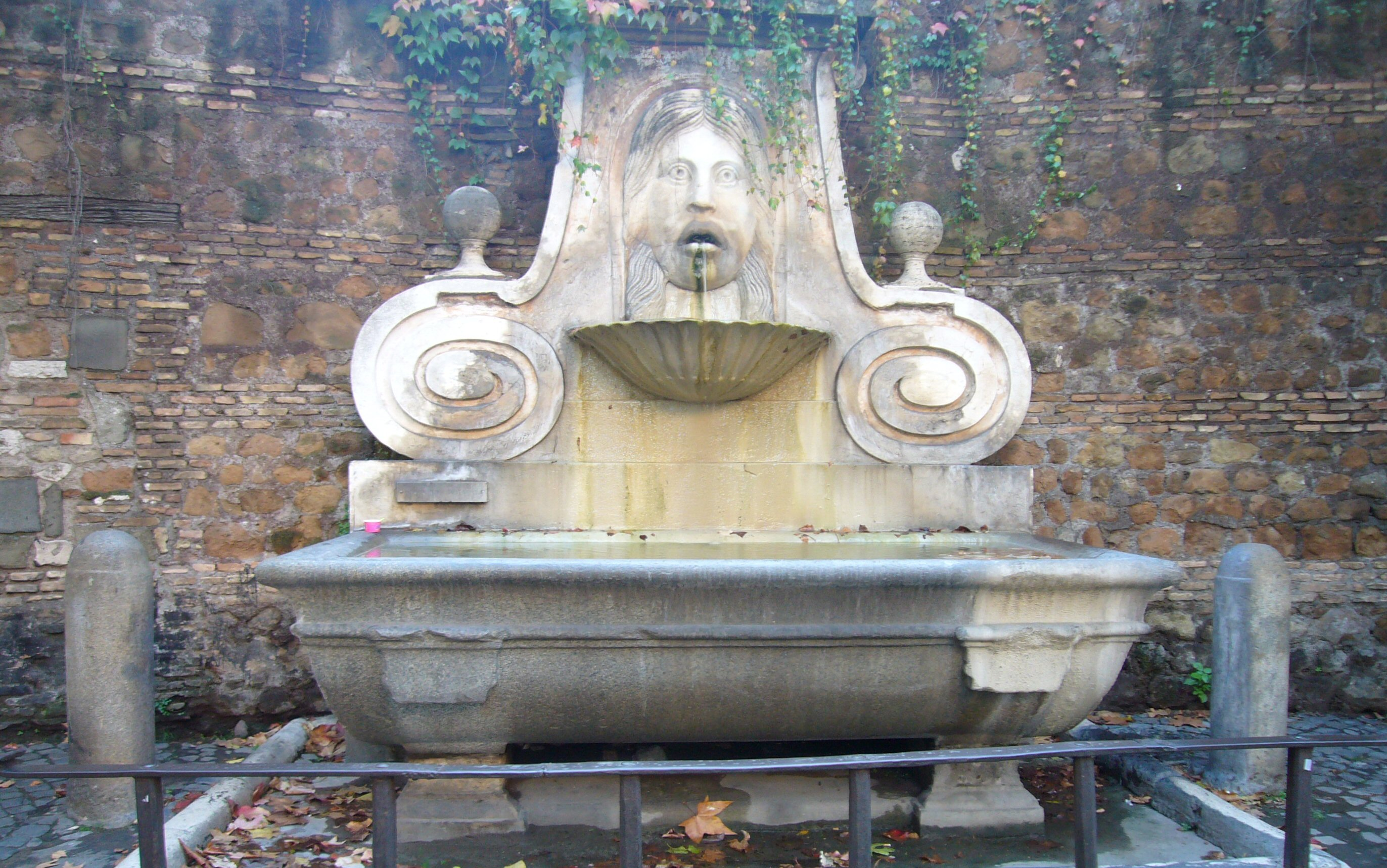
La fuente del mascherone.

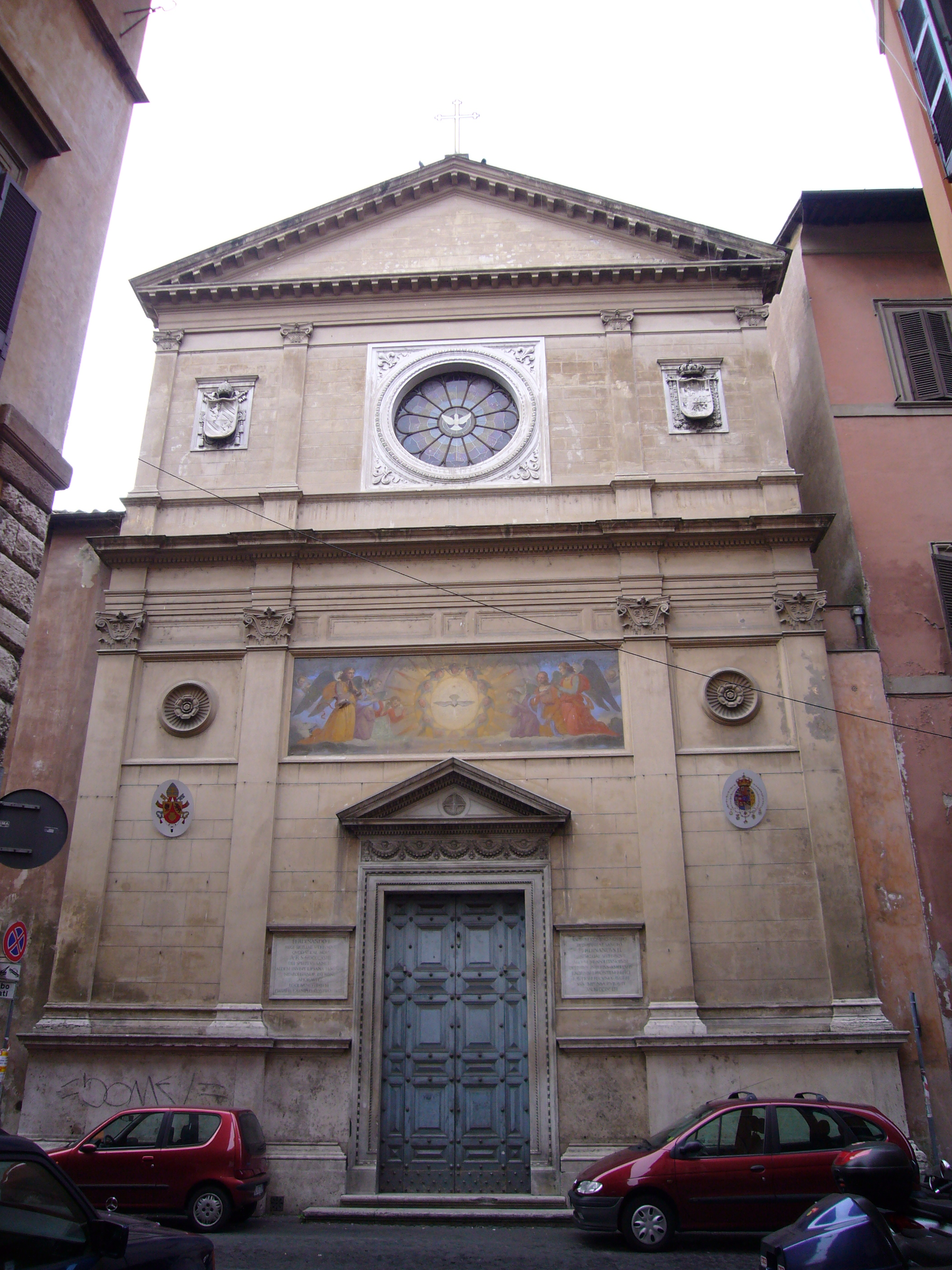
Chiesa dello Spirito Santo dei Napoletani.

La Via Giulia es una calle del centro histórico de Roma, que tiene una longitud de aproximadamente un kilómetro. Se encuentra casi en su totalidad en el rione Regola. La parte norte pertenece al rione  Ponte.

## Historia
La calle fue proyectada y construida en parte por el papa Julio II (de quien tomó su nombre) con el objetivo de abrir una nueva calle en el centro de la ciudad. Discurre desde el Ponte Sisto hasta la iglesia de San Giovanni dei Fiorentini, paralela al curso del Tíber. El Ponte Sisto, construido por órdenes del Papa Sixto IV e inaugurado en 1475, fue el único puente sobre el Tíber construido entre la caída del Imperio Romano y el siglo XIX. Se convirtió en la calle más de moda con los nuevos edificios de comerciantes y banqueros y con la presencia de la comunidad florentina, con sus casas, iglesias y cofradías. Actualmente es una de las calles más lujosas de Roma.
Su historia comienza en 1508, como uno de los puntos del programa de Julio II para la renovación de Roma y la creación de una monarquía absoluta del Estado Pontificio, que debía obtener su justo papel entre las potencias europeas.
Para liberar al papado de la dependencia de las grandes familias romanas, se recurrió a los banqueros toscanos, fuera de los círculos de los Orsini y los Colonna, y en particular a Agostino Chigi, recién llegado de Siena. Una parte importante del proyecto global de Julio II fue la reorganización de la ciudad medieval de Roma, cuya falta de modernización se hacía visible según crecía la importancia económica de la ciudad.
Donato Bramante, que estaba trabajando en la nueva Basílica de San Pedro, en la otra orilla del río, elaboró un proyecto detallado de la calle. 
Al mismo tiempo se unía el puerto fluvial de Ripa Grande y la nueva Via della Lungara. La Via della Lungara se creó sobre el recorrido de una antigua calle romana y se unió a la Via Giulia mediante el Ponte Sisto, para transportar las mercancías de una manera segura y conveniente.
El Palazzo dei Tribunali, encargado a Bramante en 1508, estuvo incompleto durante una generación. El elemento fundamental del proyecto de Julio II se había perdido.
Muerto Julio II, la Via Giulia se convirtió en una calle de casas modestas con jardines detrás de ellas, construidas por propietarios privados o por cofradías a veces por especulación, mezclados con edificios más ambiciosos. Este es el contexto urbano de las llamadas "case di Raffaello", con sus tiendas en la calle.
En 1540 Miguel Ángel elaboró el proyecto de los jardines del Palazzo Farnese que debían unirse con un puente a la Villa dei Farnese, en la otra orilla del río, la Villa Farnesina. El elegante arco que cubre la Via Giulia pertenece a este proyecto, nunca realizado.
En 2008 se recordó con varios eventos el V Centenario de la creación de la Via Giulia.

## Monumentos y lugares de interés

### Iglesias y oratorios
- Spirito Santo dei Napoletani
- Santa Maria dell’Orazione e Morte
- Santa Caterina da Siena
- Sant'Eligio degli Orefici
- San Filippo Neri
- Oratorio del Gonfalone
- Santa Maria del Suffragio
- San Biagio degli Armeni
- San Giovanni dei Fiorentini

### Palacios
- Palazzo Spada, con la Galleria Spada y la Prospettiva del Borromini
- Palazzo Farnese, sede de la Embajada de Francia
- Palazzo Falconieri
- Palazzo Cisterna
- Palazzo Varese
- Palazzo Ricci
- Palazzo del Collegio Spagnolo
- Palazzo Donarelli
- Palazzo Sacchetti
- Palazzo Medici Clarelli

### Otros
- Un arco de medio punto (bajo el Ponte di Michelangelo)
- Las nuevas cárceles (actualmente sede del Museo Criminológico)
- La fontana del Mascherone
- Una placa que indica el pomerium o límite de la ciudad en el tiempo del emperador Claudio[2]

### En los alrededores
- Campo de' Fiori
- El lungotevere
- El Gueto judío de Roma
- La Sinagoga de Roma
- La Isola Tiberina
- El Tíber
- Teatro Argentina
- El Ministero della Difesa
- El Museo del Teatro Argentina
- El Museo-biblioteca del Bucardo[3]
- Corso Vittorio Emanuele II (Roma)